# 隅返

隅返のイラスト

隅返（すみがえし）は、柔道の投技の真捨身技5本の一つ。IJF略号SUG。
日本の選手はあまり使わないが、旧ソ連圏のサンボにも類似している技があることから、ロシアやジョージアなどの地域出身の選手は得意技としていることが多い。

## 概要
相手を前に崩し、仰向けに身を捨てつつ、足の甲を相手の太腿の内側に引っ掛けて、跳ね上げ、頭越しに投げる技。
巴投と混同しやすいが、巴投は足裏を相手の下腹に当てて投げる技で、この点で区別できる。
発声せずに失敗すると自分が投げられたように見えてしまうことや、読まれて大内刈・小内刈などを合わせられると打つ手がないといった弱点は、他の捨身技同様である。
リスクを持つ捨身技でありながら、この技を主力とする選手としては、ソ連のグリゴリー・ベリチェフやハンガリーのチェース・イムレ、ベラルーシのユーリ・ルイバク、フランスのテディ・リネール等がいる。
特に、ルイバクは2005年の嘉納杯において、3試合で隅返による一本勝ちを収めている。
河津掛のように脚をからませて横に投げる方法もあり、国際大会で多用されている。

### 投の形
投の形の真捨身技の3本目にある。